# Asja Maregotto
Asja Maregotto (Camposampiero, 9 de enero de 1997) es una deportista italiana que compitió en remo. Ganó una medalla de oro en el Campeonato Mundial de Remo de 2017, en la prueba cuatro scull ligero.

## Palmarés internacional
| Campeonato Mundial | Campeonato Mundial        | Campeonato Mundial | Campeonato Mundial  |
| Año                | Lugar                     | Medalla            | Prueba              |
| ------------------ | ------------------------- | ------------------ | ------------------- |
| 2017               | Sarasota (Estados Unidos) | Medalla de oro     | Cuatro scull ligero |